# Вельте, Мэллори
Мэллори Вельте (англ. Mallory Maxine Velte, род. 4 марта 1995, Сакраменто, Калифорния) — американская спортсменка, борец вольного стиля, призёр чемпионата мира.

## Биография
В июле 2018 года она стала второй на гран-при Испании в весовой категории до 62 кг. В финале упустила победу и проиграла спортсменки из США Миракл.
В 2018 году в Будапеште стала третьей в весовой категории до 62 кг и завоевала бронзовую медаль чемпионата мира. Это лучшее достижение в карьере американской спортсменки.